# Przemysław Mieszko Rudź
Przemysław Mieszko Rudź (ur. 21 marca 1976 w Elblągu) – polski kompozytor i wykonawca muzyki elektronicznej, inżynier dźwięku i producent muzyczny, popularyzator astronomii, autor książek i przewodników. W swojej twórczości artystycznej nawiązuje do dokonań słynnej szkoły berlińskiej (m.in. Tangerine Dream, Klaus Schulze i wielu innych), wzbogacając ją elementami harmonii rocka progresywnego. Debiutował w 2009 roku w audycji Studio el-muzyki redaktora Jerzego Kordowicza. Współpracuje z wieloma artystami nurtu klasycznej muzyki elektronicznej, rockowej i klasycznej, czego efektem są liczne albumy nagrane w kooperacjach.
Popularyzację wiedzy o Wszechświecie realizuje poprzez działalność wydawniczo-literacką, wykłady i prelekcje, pokazy nieba oraz uczestnictwo w zlotach astronomicznych, piknikach naukowych i innych wydarzeniach edukacyjnych na terenie całego kraju. Skupia się szczególnie na popularyzacji astronomii, astrofizyki, kosmologii i astronautyki, a także medialnym komentowaniu najnowszych odkryć i wydarzeń z szeroko rozumianej branży kosmicznej
Ukończył studia na Wydziale Biologii, Geografii i Oceanologii Uniwersytetu Gdańskiego. Z wykształcenia jest geografem klimatologiem.
Jest członkiem Stowarzyszenia Wykonawców Utworów Muzycznych i Słowno-Muzycznych. W latach 2021-2025 był członkiem rad programowych Polskiego Radia Olsztyn i TVP Olsztyn. W 2022 roku współprowadził cotygodniową audycję popularnonaukową "Pomorze – Nauka – Świat", nadawaną na antenie Polskiego Radia Gdańsk. 
W latach 2016–2023 był ekspertem Polskiej Agencji Kosmicznej odpowiedzialnym za edukację kosmiczną, kontakty z mediami, informację i promocję. Od 2025 roku jest członkiem zarządu Polskiej Fundacji Fantastyki Naukowej.
Mieszka w Gdańsku.

## Dyskografia
- Summa Technologiae, 2010, Generator.pl – dźwiękowa ilustracja dzieła Stanisława Lema o tym samym tytule[8].
- Cosmological Tales, 2010, Generator.pl[9]
- Self-replicating Intelligent Spawn, 2010, Generator.pl[10]
- Cerulean Legacy, 2011, Generator.pl[11]
- Unexplored Secrets Of REM Sleep, 2011, Generator.pl – album nagrany w duecie z Władysławem Komendarkiem[12]
- Paintings, 2012, Generator.pl[13]
- Discreet Charm Of An Imperfect Symmetry (Electronic Improvisation In Three Movements), 2013, Generator.pl[14]
- Remote Sessions, 2013, Generator.pl – album nagrany w duecie z Maciejem "Vandersonem" Wierzchowskim[15]
- Four Incarnations, 2013, Soliton – album nagrany w duecie z Krzysztofem Dudą[16]
- The Stratomusica Suite - Music For The Balloon Mission To The Edge Of Outer Space, 2014, Generator.pl – album nagrany w duecie z Józefem Skrzekiem[17]
- Hołd, 2014, Soliton – album nagrany w trio z Krzysztofem Dudą i Robertem Kanaanem[18]
- Back To The Labyrinth, 2014, Generator.pl[19]
- At The Horizon's Edge, 2015, Generator.pl – album nagrany w duecie z Mikołajem Hertlem[20]
- Hypnotized, 2015, AudioCave[21]
- Music For Stargazing, 2016, CD - AudioCave[22], LP - AudioAnatomy[23]
- Let Them Float, 2016, Generator.pl[24]
- 3C, 2017, Soliton (CD) / Audio Anatomy (LP) – album nagrany w trio z Krzysztofem Dudą i Robertem Kanaanem[25]
- Master Of Own Fate, 2018, Generator.pl[26]
- Panta Rhei, 2018, Audio Anatomy (CD, LP) – album nagrany w duecie z Tomaszem Pauszkiem[27]
- Nigdy więcej wojny, 2019, Audio Anatomy (CD, LP) – poemat słowno-muzyczny na 80. rocznicę wybuchu II Wojny Światowej, liryka: Wojciech Darda-Ledzion, interpretacja: Waldemar Kownacki[28]
- Ze Skultetem i Kopernikiem przez XVI wiek, 2020, Fabryka Sztuk w Tczewie – muzyka do wystawy historyczno-astronomicznej[29]
- Panta Rhei II, 2020, Audio Anatomy (CD, LP) – album nagrany w duecie z Tomaszem Pauszkiem i z gościnnym udziałem Wiktora Niedzickiego[30]
- Copernicus, 2021, Fundacja Nicolaus Copernicus (CD, LP) – album nagrany w kooperacji z Robertem Szajem[31]
- The Martian Anthology, 2021, Audio Anatomy (CD, LP)[32]
- Konstelacja MOA, 2021, Audio Anatomy (CD) – muzyka dla Młodzieżowego Obserwatorium Astronomicznego w Niepołomicach[33]
- Daydreamer & Nightwalker, 2023, MiWa, Stalker (CD, LP) – album nagrany w kooperacji z Romanem Odojem[34]
- The City, 2023, Ministerstwo Dźwięku (CD, LP)[35]
- Pomeranian Wind, 2024, (CD, LP) – album nagrany w kooperacji z Arturem Wolskim[36]
- Musica Eclectica, 2024, Fundacja DCU (CD, LP) – album nagrany w duecie z Krzysztofem Dudą[37]
- Commentarii Lunares: In Memoriam Jerzy Żuławski, 2024, Polska Fundacja Fantastyki Naukowej (CD) – minialbum EP nagrany z Romanem Odojem i Norbertem Palejem, poświęcony 150. rocznicy urodzin Jerzego Żuławskiego. Autorski utwór "On the Silver Globe"[38]
- Enchanted Lighthouse, 2025, Ministerstwo Dźwięku (CD, LP) – album nagrany w kooperacji z Arturem Wolskim[39]
- Panta Rhei III, 2025, Audio Anatomy (CD, LP) – album nagrany w duecie z Tomaszem Pauszkiem[40]

## Antologia Polskiej Muzyki Elektronicznej
W 2020 roku wraz z Wojtkiem Sedeńko zapoczątkował nową winylową serię wydawniczą, zatytułowaną "Antologia Polskiej Muzyki Elektronicznej". Dotychczas ukazały się następujące tytuły:
- Endorphine – Return To The Roots, 2021, Stalker
- Tomasz Pauszek – LEM Tales From Beside, 2022, Stalker
- Przemysław Rudź / Roman Odoj – Daydreamer & Nightwalker, 2023, Stalker

## Wydawnictwa książkowe
- Niebo na weekend, 2003, Pascal ISBN 83-7304-943-6
- Atlas nieba, 2008, Pascal ISBN 978-83-7513-108-6
- Niebo, 2008, Carta Blanca ISBN 978-83-60887-76-9
- Astronomia bez tajemnic, 2011, Edgard ISBN 978-83-62482-95-5
- Cuda Wszechświata, 2012, Dragon ISBN 978-83-63559-18-2
- Atlas nieba. Przewodnik po gwiazdozbiorach, 2014, SBM ISBN 978-83-7845-447-2
- Wszechświat dla wszystkich - podstawy astronomii i astrofizyki, 2014, Fundacja Nicolaus Copernicus – pierwszy podręcznik astronomii dla osób niewidomych i niedowidzących, współautor: Robert Szaj ISBN 978-83-937443-7-4
- Kosmos. Podróż przez Uniwersum, 2014, Dragon ISBN 978-83-63559-85-4
- Atlas gwiazd. Przewodnik po konstelacjach, 2015, SBM ISBN 978-83-7845-873-9
- Niebo. Kompendium wiedzy o Wszechświecie, 2015, SBM ISBN 978-83-7845-988-0
- Jak to działa? Kosmos, 2016, SBM ISBN 978-83-8059-225-4
- Jak to działa? Muzyka, 2017, SBM ISBN 978-83-8059-384-8
- Jak to działa? Klimat i pogoda, 2017, SBM ISBN 978-83-8059-385-5
- Jak to działa? Ziemia, 2017, SBM ISBN 978-83-8059-398-5
- Kim oni są? Podróżnicy, 2017, SBM ISBN 978-83-8059-558-3
- Jak to działa? Historia człowieka, 2018, SBM ISBN 978-83-8059-624-5
- Jak to działa? Dawne cywilizacje, 2018, SBM ISBN 978-83-8059-637-5
- Jak to działa? Dinozaury, 2018, SBM ISBN 978-83-8059-760-0
- Encyklopedia historii człowieka, 2018, SBM ISBN 978-83-8059-752-5
- Jaki to dinozaur? Atlas dla dzieci, 2019, SBM ISBN 978-83-8059-795-2
- Wielki atlas kosmosu, 2019, Dragon ISBN 978-83-7887-861-2
- Niewidzialny Wszechświat, 2020, Fundacja Nicolaus Copernicus – kurs astronomii z elementami teorii i historii astronautyki dla osób niewidomych i niedowidzących, współautorzy: Robert Szaj i Maciej Mikołajewski ISBN 978-83-957113-0-5
- Ile waży astronauta?, 2020, Dragon ISBN 978-83-7887-924-4
- Misje NASA. Atlas kosmiczny, 2021, Eurograf Bis, współautor: Robert Szaj ISBN 978-83-66889-09-5
- Spójrz w niebo, 2022, Zielona Sowa ISBN 978-83-8240-499-9
- Kosmos. Najnowsze odkrycia, 2025, SBM ISBN 978-83-8348-525-6
- Mars. Tajemnice Czerwonej Planety, 2025, SBM ISBN 978-83-8348-549-2

## Inne
- Robert Gendler, Niebo. Rok z życia wszechświata. Sezonowy przewodnik po kosmosie, 2007, Carta Blanca – wstęp do polskiego wydania ISBN 978-83-60887-00-4.
- Papcio Chmiel, 2020 – podkład muzyczny do filmu dokumentalnego w reż. Petra Aleksowskiego[42]
- Polska Nauka Przemysłowa. Technologie kosmiczne i satelitarne, 2024, IZTECH – rys historyczny polskiego wkładu w astronomię i astronautykę ISBN 978-83-62877-13-3.